# العلاقات البوليفية الليختنشتانية
العلاقات البوليفية الليختنشتانية هي العلاقات الثنائية التي تجمع بين بوليفيا وليختنشتاين.

## مقارنة بين البلدين
هذه مقارنة عامة ومرجعية للدولتين:
| وجه المقارنة                                              | بوليفيا                                          | ليختنشتاين                                 |
| --------------------------------------------------------- | ------------------------------------------------ | ------------------------------------------ |
| المساحة (كم2)                                             | 1.10 مليون                                       | 16                                         |
| عدد السكان (نسمة)                                         | 11.05 مليون                                      | 37.47 ألف                                  |
| الكثافة السكانية (ن./كم²)                                 | 10.05                                            | 234.19 ألف                                 |
| العاصمة                                                   | سوكري، لاباز                                     | فادوتس                                     |
| اللغة الرسمية                                             | اللغة الإسبانية، اللغة الأيمرية، كتشوا، غوارانية | اللغة الألمانية                            |
| العملة                                                    | بوليفاريو بوليفي                                 | فرنك سويسري                                |
| الناتج المحلي الإجمالي (بليون دولار)                      | 37.51 مليار                                      | 6.29 مليار                                 |
| الناتج المحلي الإجمالي (تعادل القوة الشرائية) بليون دولار | 74.58 مليار                                      |                                            |
| الناتج المحلي الإجمالي الاسمي للفرد دولار أمريكي          | 3.08 ألف                                         |                                            |
| الناتج المحلي الإجمالي للفرد دولار أمريكي                 | 6.63 ألف                                         |                                            |
| مؤشر التنمية البشرية                                      | 0.662                                            | 0.908                                      |
| رمز المكالمات الدولي                                      | +591                                             | +423                                       |
| رمز الإنترنت                                              | .bo                                              | .li                                        |
| المنطقة الزمنية                                           | 00                                               | توقيت وسط أوروبا، ت ع م+01:00، ت ع م+02:00 |

## مدن متوأمة
في ما يلي قائمة باتفاقيات التوأمة بين مدن بوليفية وليختنشتانية:
- ترتبط لاباز مع فادوتس باتفاقية توأمة منذ 3 يناير 1984.

## منظمات دولية مشتركة
يشترك البلدان في عضوية مجموعة من المنظمات الدولية، منها:
| علم المنظمة | اسم المنظمة                   | تاريخ انضمام بوليفيا | تاريخ انضمام ليختنشتاين |
| ----------- | ----------------------------- | -------------------- | ----------------------- |
|             | الاتحاد البريدي العالمي       | ?                    | ?                       |
|             | الاتحاد الدولي للاتصالات      | 1 يونيو 1907         | 25 يوليو 1963           |
|             | منظمة حظر الأسلحة الكيميائية  | ?                    | ?                       |
|             | منظمة التجارة العالمية        | 12 سبتمبر 1995       | ?                       |
|             | منظمة الشرطة الجنائية الدولية | ?                    | ?                       |
|             | الأمم المتحدة                 | 14 نوفمبر 1945       | 18 سبتمبر 1990          |

## وصلات خارجية
- موقع وزارة الخارجية البوليفية